# John Leland Atwood
Pour les articles homonymes, voir Atwood.
John Leland « Lee » Atwood (26 octobre 1904 - 5 mars 1999) était un éminent ingénieur et cadre de l'industrie aérospatiale. Il a travaillé comme ingénieur en chef à North American Aviation pendant plus de 35 ans, succédant à Dutch Kindelberger au titre de président. Il a développé le P-51 Mustang pendant la Seconde Guerre mondiale, le chasseur à réaction F-100 Super Sabre, l'avion-fusée X-15, et a supervisé le programme Apollo.

## Biographie
John Leland Atwood est née à Walton, Kentucky, le 26 octobre 1904. Il a étudié à l'université Hardin–Simmons de 1924 à 1926, a obtenu un baccalauréat ès-arts, puis a suivi des cours d'ingénierie de troisième cycle à l'Université du Texas, pour l'obtention d'un baccalauréat ès sciences en 1928.
John Leland Atwood a rejoint la North American Aviation en 1934, un an avant que l'entreprise soit passée de Dundalk au sud de la Californie. Il a auparavant travaillé pour Douglas Aircraft Company en Californie du Sud.
Il est rapidement devenu un des vice-présidents et en 1938 a été nommé directeur général adjoint de la société. En 1941, il est devenu premier vice-président, en 1948, il a été élu président, en 1960, il devient chef de la direction après la retraite de Dutch Kindelberger, et en 1962, il devient président du conseil d'administration.
Un certain nombre de leaders de l'industrie de l'aérospatiale ont décrit Atwood comme « l'ingénieur en chef des ingénieurs en chef ». Son sens technique était la force motrice de l'évolution de l'entreprise en chef de file de l'aviation et de l'espace qui a produit plus d'avions militaires que toute autre société (un record qui tient encore à ce jour). Parmi ces avions : le P-51 Mustang, rapide et agile chasseur de la Seconde Guerre mondiale avec des résultats particulièrement impressionnant dans la guerre aérienne en Europe, le bombardier B-25 Mitchell, utilisé par Jimmy Doolittle et ses Tokyo Raiders pour renverser la tendance de la guerre du Pacifique, le T-6 Texan, sur lequel presque tous les américains et britanniques se sont entraînés au pilotage et le F-86 Sabre, qui a montré une supériorité de 10 contre 1 contre les MiG Soviétiques en Corée.
Comme la direction de l'aviation de la société a continué après la Seconde Guerre mondiale, Atwood se servi de sa vision et de ses compétences techniques pour rendre son entreprise indispensable dans de nouveaux domaines de haute technologie tels que la propulsion des fusées, des missiles balistiques intercontinentaux, et le programme d'alunissage Apollo.
En 1967, Atwood s'allie avec Willard Rockwell de Pittsburgh pour former North American Rockwell (qui deviendra plus tard Rockwell International). Lors de la fusion, il a assuré la direction dans son rôle de président et chef de la direction de la nouvelle société, ouvrant la voie à la poursuite du leadership de l'aérospatiale de l'entreprise en tant que producteurs de la navette spatiale et du bombardier B-1 Lancer.
Atwood a pris sa retraite en 1970, mais est resté au conseil d'administration jusqu'en 1978. Même après cela, il a maintenu une participation active au sein de la société et de ses programmes, et la société a continué à le considérer comme une ressource inestimable.
Sous la direction d'Atwood, l'entreprise et ses employés ont gagné trois trophées Collier, récompenses les plus prestigieuses de l'industrie aérospatiale, pour leurs travaux sur le chasseur supersonique F-100, l'avion spatial X-15, et le bombardier B-1.
Parmi les nombreux honneurs individuels et des récompenses accordées à Atwood, il avait une citation présidentielle de Harry S. Truman pour ses contributions au cours de la Seconde Guerre mondiale, le Air Force Association's Hap Arnold Trophy, et le trophée commémoratif des Frères Wright, décerné par le National Aeronautic Association.
Atwood est décédé le 5 mars 1999, à l'âge de 94 ans dans un hôpital de Santa Monica